# Арбузовська сільська рада
Арбу́зовська сільська рада (рос. Арбузовский сельский совет) — сільське поселення у складі Павловського району Алтайського краю Росії.
Адміністративний центр — селище Арбузовка.

## Населення
Населення — 1044 особи (2019; 1124 в 2010, 1358 у 2002).

## Склад
До складу сільської ради входять:
| Населений пункт         | Населення, осіб (2002) | Населення, осіб (2010) |
| ----------------------- | ---------------------- | ---------------------- |
| Арбузовка, селище       | 956                    | 847                    |
| імені Мамонтова, селище | 231                    | 157                    |
| Рокити, селище          | 17                     | -                      |
| Совєтський, селище      | 154                    | 120                    |